# Broken Doll
Broken Doll är en EP från 2004 av EP den svenska glamrockgruppen Starlet Suicide.

## Låtlista
1. It's a Disease
2. You Make My Heart go
3. Steal My Pride
4. Waste Me Away

- Inspelad i Off Beat Studio & the Dollhouse, juli 2004.
- Alla sånger skrivna av Jennyfer Star.
- Omslagsfoto av Candy Dollheart.